# Centrale thermique de Safi
La centrale thermique de Safi est une centrale électrique au charbon de 1 386 MW mise en service le 8 décembre 2018. Elle doit couvrir 25 % des besoins du Maroc en énergie électrique. Le coût de cette infrastructure s’élève à 2,6 milliards de dollars.

## Travaux de construction
La construction de cette infrastructure a été confiée au groupe industriel sud-coréen Daewoo. Elle a duré 49 mois avant la mise en service le 8 décembre 2018.

## Capacité de production
La centrale sera exploitée en utilisant du charbon importé et livré à un port qui sera construit par l'Autorité nationale portuaire du Maroc à environ 1,5 km au nord de la Centrale. Le charbon sera transporté jusqu’au site par l'intermédiaire d'un convoyeur fermé.
La Centrale a une capacité de production brute d'environ 1386 MW (1250 MW net) et l’électricité est injectée sur le réseau par l'intermédiaire d'un poste qui est connecté à des lignes haute tension. 
Il est à noter que la conception et la construction de ces lignes haute tension sont sous la responsabilité de l’ONEE. La centrale consomme environ 10.000 tonnes de charbon par jour, et dispose d’une aire de stockage permettant d’accueillir une quantité de charbon équivalant à 45 jours d’exploitation (450.000 tonnes).
En effet, une centrale thermique à charbon fonctionne par la combustion de ce dernier dans une chaudière qui permet de transformer l'eau en vapeur. Cette vapeur d'eau passe ensuite par différents niveaux de pression afin de faire tourner une turbine pour produire de l'électricité. L'eau de refroidissement (l’eau de mer) est ensuite utilisée dans un échangeur de chaleur pour refroidir la vapeur enclenchant à nouveau un processus en boucle. 

## Centrale thermique alimentée au charbon
Les dangers de charbon sont une préoccupation des habitants de la région.
  
Le charbon est une roche sédimentaire combustible composée essentiellement de carbone, d'hydrogène et d'oxygène. Il se forme sur plusieurs millions d'années à partir de l'accumulation de débris végétaux qui vont sédimenter et carboniser progressivement à la suite d'une modification graduelle des conditions de température et de pression.
Les propriétés physiques et chimiques du charbon dépendent donc essentiellement du « lithotype », qui reflète le degré de carbonisation du charbon (le « rang » du charbon) ; Plus le rang est élevé, plus sa teneur en eau est faible et sa teneur en carbone est forte, plus son pouvoir calorifique est important. Les charbons de rang supérieur sont donc des combustibles de meilleure qualité. Les charbons de rang inférieur sont plus brunâtres, plus ternes et plus friables tandis que les charbons de rang supérieur sont plus noirs, plus durs et plus résistants.

## Impact environnemental
Au stade de l'extraction et du transport, de premiers impacts directs et indirects existent : les chantiers produisent des poussières susceptibles de causer la silicose quand elles sont inhalées durant une longue période (cause fréquente de mortalité des mineurs).
Certaines mines affectent directement la faune et la flore en détruisant leur habitat (mines à ciel ouvert), crassiers ou indirectement par les pollutions directes ou indirectes ou par des modifications environnementales telles que les rabattements de nappe induits par les pompages de dénoiement des mines ou causés par l'utilisation d'une eau de surface pour les besoins miniers (arrosage pour abattement des taux d'empoussièrement, lavage du charbon, etc.).
Selon les caractéristiques du gisement, le charbon est plus ou moins riche en éléments indésirables (soufre, métaux lourds, radionucléides) et il peut laisser se dégazer du grisou.
Il existe néanmoins des technologies d'extraction du charbon plus propres.[Lesquelles ?]
Au stade de la transformation et/ou combustion, la carbochimie, quand elle est associée aux bassins charbonniers, a été et reste une source importante de pollution. Elle a au XXe siècle laissé de lourdes séquelles de pollution de nappes, sols et sédiments.
La combustion du charbon est également une activité particulièrement polluante, plus que pour d'autres énergies fossiles en raison de la quantité de produits indésirables que contient le charbon.
Au cours de la pyrolyse, le charbon émet de nombreux gaz et particules volatiles toxiques et polluantes : HAP, dont benzène et ses dérivés aromatiques (notamment le benzo[a]pyrène), goudrons, dérivés du phénol comme les dioxines… Lorsque le charbon se met à brûler, il émet des oxydes de soufre et d'azote qui acidifie l'air, ainsi que des suies et d'autres éléments toxiques comme le cadmium, l'arsenic ou le mercure.
La combustion du charbon libère dans l'air des quantités importantes de soufre, qui contribue au phénomène de pluies acides et avec le CO2 (transformé en acide carbonique dans l'eau aux phénomènes d'acidification des eaux de surface et des mers. Or, dans un milieu acide ou acidifié, les métaux lourds, dont ceux mis en circulation par la combustion du charbon sont plus mobiles dans l'environnement, plus « biodisponible » et plus « bioassimilables ».